# Marissa Mazzola-McMahon
Marissa Mazzola-McMahon (nascida em 22 de Junho de 1973) é uma produtora estadunidense de filmes e uma agente de relações públicas.
Ela é esposa do Vice-Presidente Executivo da WWE e WWE Global Media Shane McMahon e membra da consagrada família McMahon no wrestling profissional. Apesar de nunca aparecer nos ringues em qualquer show da WWE, fez parte das cerimônias do WWE Hall of Fame em 2004, 2005 e 2007.
Ela também é produtora de filmes. Marissa foi a co-produtora do filme The Scorpion King. Em 2005, assinou com a gravadora Kamala Films. Ela foi a produtora do filme Anamorph em 2008, estrelando Willem Dafoe e  Scott Speedman.

## Vida pessoal
Em 14 de Setembro de 1996, Marissa se casou com Shane McMahon, em uma cerimônia privada pela família McMahon. Eles tiveram dois filhos, Declan James, em 2004 e Kennyon Jass, em 2006.